# FMでもキキマス!ゴールデンたまむすび
『FMでもキキマス!ゴールデンたまむすび』（エフエムでもキキマス!ゴールデンたまむすび）は、TBSラジオ、文化放送、ニッポン放送の東京都に本社を置き、首都圏向けにラジオ放送を行っている中波(AM)民放3社が、2015年12月7日にFM補完中継局（ワイドFM）の本放送開始を記念して、同日 12:55 - 15:30に共同制作・生放送した特別番組である。
正式タイトルは『ワイドFM開局記念 TBSラジオ・文化放送・ニッポン放送 夢の同時生放送 FMでもキキマス!ゴールデンたまむすび』（ワイドエフエムかいきょくきねん ティービーエスラジオ・ぶんかほうそう・ニッポンほうそう ゆめのどうじなまほうそう エフエムでもキキマス!ゴールデンたまむすび）である。

## 概要
この番組は同日 13:00から上記3局のワイドFMが正式開局することを記念して、この時間帯に放送されている、TBSラジオ『赤江珠緒 たまむすび』、文化放送『大竹まこと ゴールデンラジオ!』、ニッポン放送『大谷ノブ彦 キキマス!』の昼の帯ワイド番組が、この日限定の合同コラボレーションとして特別番組を編成。東京スカイツリー天望デッキ（第1展望台）からの生中継を交えて、同会場で行われた合同開局記念式典、並びに同番組メインパーソナリティーの赤江珠緒、大竹まこと、大谷ノブ彦と、各番組の月曜パートナーとアシスタントが出演した。また、ゲストの藤井フミヤによるトークショー、並びに藤井によるミニライブを開催した。
なお、特番開始の冒頭5分間の「火入れ式」の模様（太田英明（文化放送アナウンサー）進行のもと、TBS・LF・QR3局社長のスピーチの後、3社長がボタンを押してFM放送がスタート）は中波とradikoのみで放送され、正式開局の13時からFMが飛び乗る形で同時放送された。
天望デッキへの着席来場は、事前の申し込みで各番組リスナー20名、計60名招待された。また当日スカイツリー4階のスカイアリーナでも、パブリックビューイングによるイベントを実施した（こちらは申し込み不要で自由に見学可能だった）。
番組内の3局共通提供クレジットは文化放送・太田アナが担当。また交通情報はTBSラジオ主導により、警視庁交通管制センターの碓氷浩子と、14時台後半のみ日本道路交通情報センターのキャスターが担当した。

## 出演者
開局記念式典・火入れ式
- TBSラジオ&コミュニケーションズ代表取締役社長 入江清彦
- 文化放送代表取締役社長 三木明博
- ニッポン放送代表取締役社長 村山創太郎

赤江珠緒 たまむすび
- メインパーソナリティー 赤江珠緒
- 月曜パートナー カンニング竹山
- おばあちゃんのつぶやき特別編 下川江那（下川のパートは事前収録）

大竹まこと ゴールデンラジオ!
- メインパーソナリティー 大竹まこと
- 月曜パートナー 辺見えみり
- アシスタント 太田英明（文化放送アナウンサー・総合進行担当）

大谷ノブ彦 キキマス!
- メインパーソナリティー 大谷ノブ彦（ダイノジ）
- アシスタント 東島衣里 （ニッポン放送アナウンサー）

ゲスト
- 藤井フミヤ

## 企画
TBSラジオ 赤江珠緒 たまむすび企画
- おばあちゃんのつぶやき特別編

文化放送 大竹まこと ゴールデンラジオ!企画
- 五輪真弓の恋人よ前説対決
- 大竹発見伝〜ザ・ゴールデンヒストリー

ニッポン放送 大谷ノブ彦 キキマス!企画
- 藤井フミヤライブ